# Pilatus PC-9
El Pilatus PC-9 es una aeronave de fabricación suiza, desarrollada a partir del PC-7, del cual mantiene la disposición, pero tiene muy poca igualdad estructural con él. Entre otras mejoras, el PC-9 cuenta con un concepto más amplio de la cabina con asientos de eyección intensificado y un aerofreno ventral.

## Diseño y desarrollo
El programa PC-9 comenzó oficialmente en 1982. A pesar de que algunos elementos aerodinámicos se habían probado en un PC-7 durante 1982 y 1983, el primer vuelo de un PC-9 tuvo lugar el 7 de mayo de 1984. Un segundo prototipo voló el 20 de julio del mismo año; este prototipo tenía todos los estándares en instrumentos electrónicos de vuelo y sistemas de control ambiental instalados y fue, por consiguiente, la versión de producción más completa.
La certificación se logró en septiembre de 1985. Desafortunadamente, el PC-9 no logró ser el entrenador en la RAF ya que la competencia para llegar a serlo la ganó el Short Tucano . Sin embargo, la comercialización de Pilatus se desarrolló con British Aerospace, durante la competencia se mantuvo en una buena posición, ya que pronto condujo a su primera orden, de Arabia Saudita.
Más de 250 aviones de este tipo se han construido hasta la fecha.

## Componentes
Canadá -  Reino Unido

### Electrónica

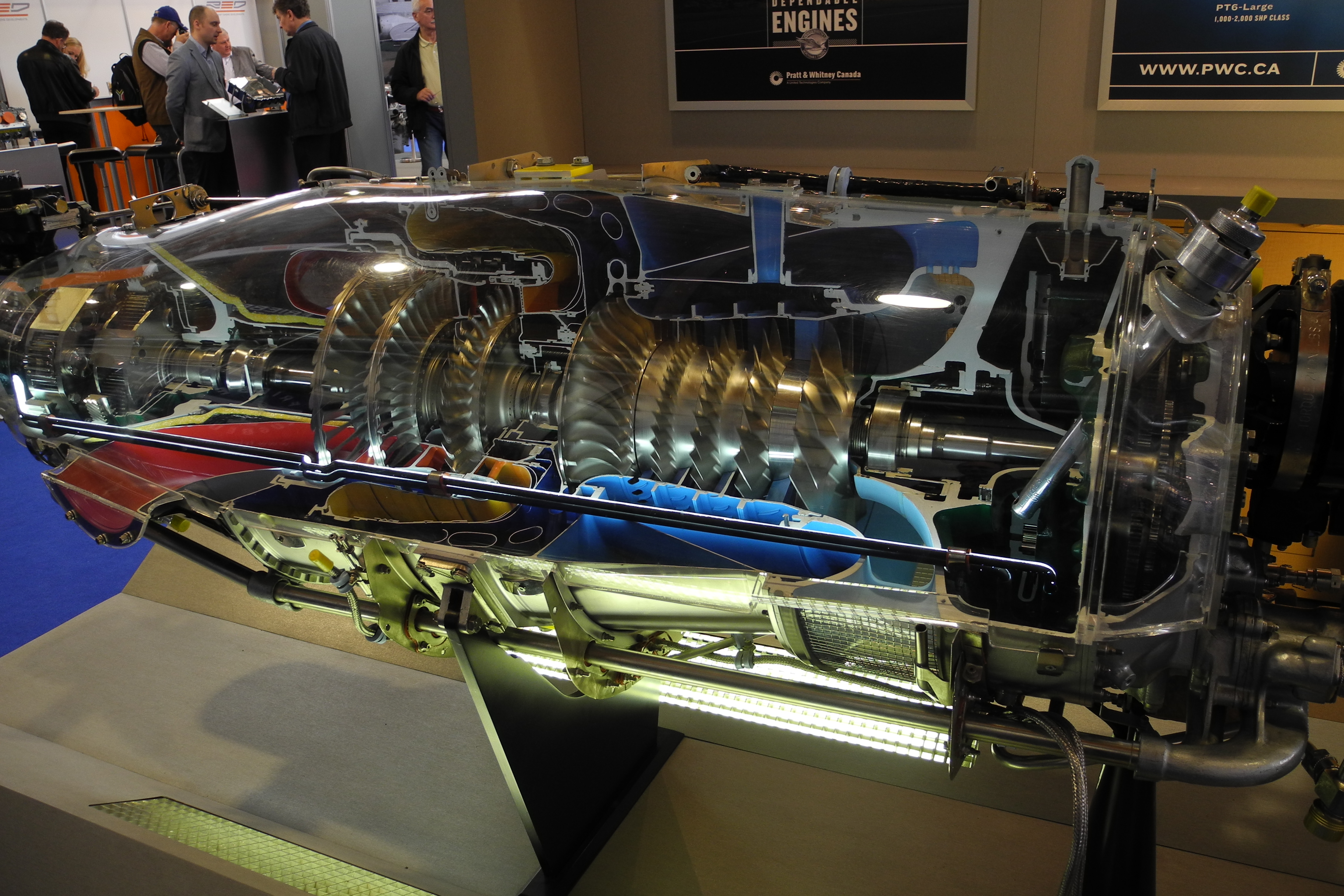
PT6

| Sistema           | País                    | Fabricante   | Notas                          |
| ----------------- | ----------------------- | ------------ | ------------------------------ |
| Sistema de escape | Bandera del Reino Unido | Martin-Baker | Asiento eyectable modelo CH11A |

### Propulsión
| Sistema | País              | Fabricante             | Notas       |
| ------- | ----------------- | ---------------------- | ----------- |
| Motor   | Bandera de Canadá | Pratt & Whitney Canada | 1 × PT6A-62 |

## Variantes
PC-9

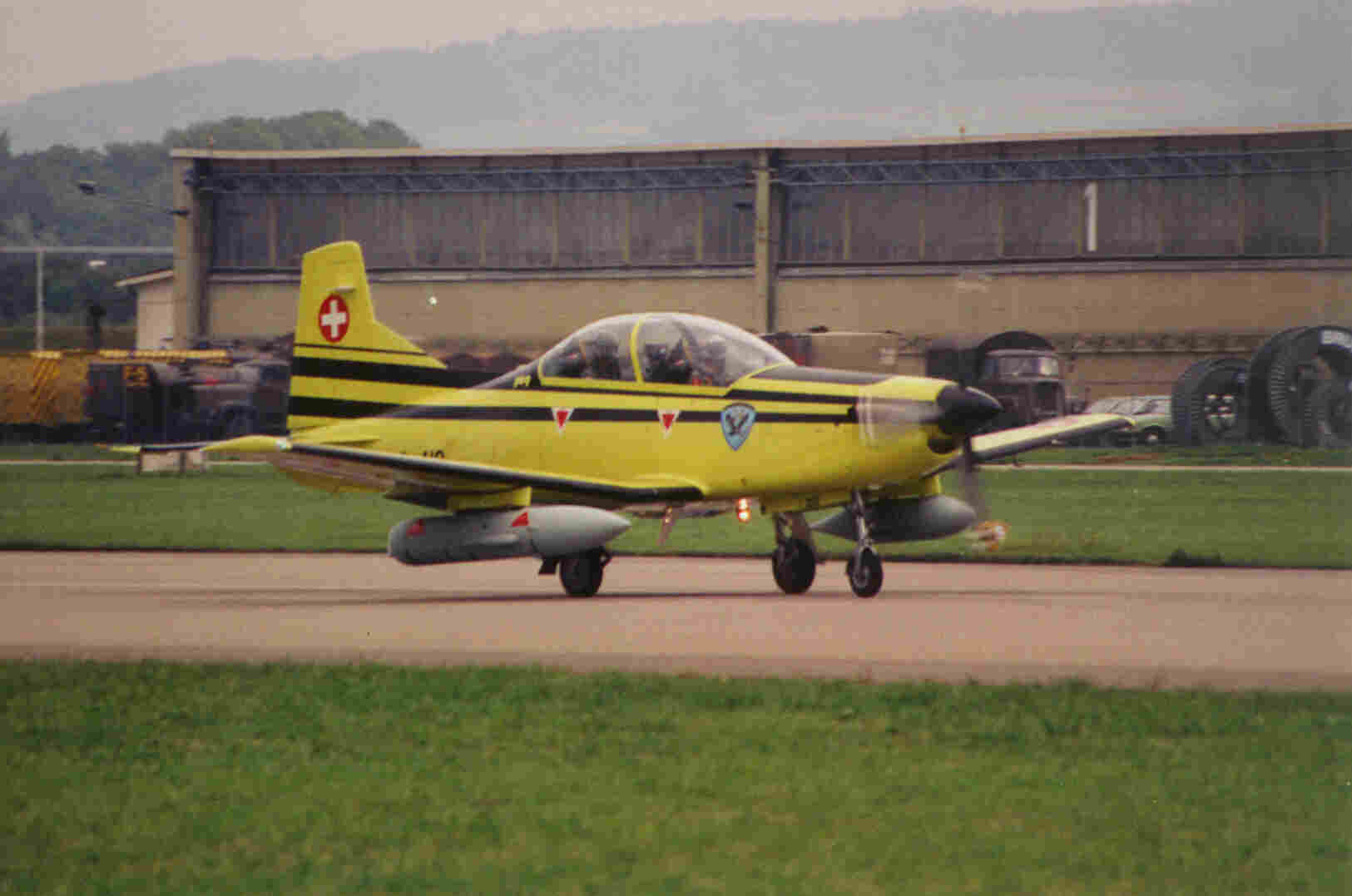
PC-9B de la Schweizer Luftwaffe.

- Aeronave de entrenamiento básico bi-plaza.

PC-9/A
- Es la denominación del entrenador básico biplaza, fabricado bajo licencia en Australia por Hawker De Havilland, para la RAAF.Sin embargo, en 1997, Croacia ordenó 3 ejemplares.

PC-9B
- Es la denominación biplaza producida para la Fuerza Aérea Suiza. Esta versión tiene una mayor capacidad de combustible, lo que permite hasta 3 horas y 20 minutos de vuelo, así como dos cabestrantes Southwest RM-24 bajo las alas. Estos cabestrantes pueden llevar a cabo un objetivo hasta 3,5 kilómetros.

PC-9M
- Esta versión se introdujo en 1997 como el nuevo modelo estándar. Tiene una aleta dorsal ampliada con el fin de mejorar la estabilidad longitudinal. Croacia compró 17 unidades en 1997, Eslovenia hizo un pedido de 9 de diciembre del mismo año, Omán ordenó 12 ejemplares en enero de 1999 e Irlanda firmó un contrato para el 8 de enero de 2003. Bulgaria compró 12 aviones en 2004. La última orden fue hecha por México, que recibió dos en septiembre de 2006.

Beech Pilatus PC-9 Mk.2
- Fue una versión construida para competir en el JPTAS (Joint Primary Aircraft Training System), la cual quedó finalista pero luego perdió frente al T-6 Texan II, el cual superaba al PC-9 MK.2 ampliamente.

PC-9 Plus
- Es una versión mejorada del PC-9M, la cual estaba armada y es construida por RADOM Aviation.

## Operadores

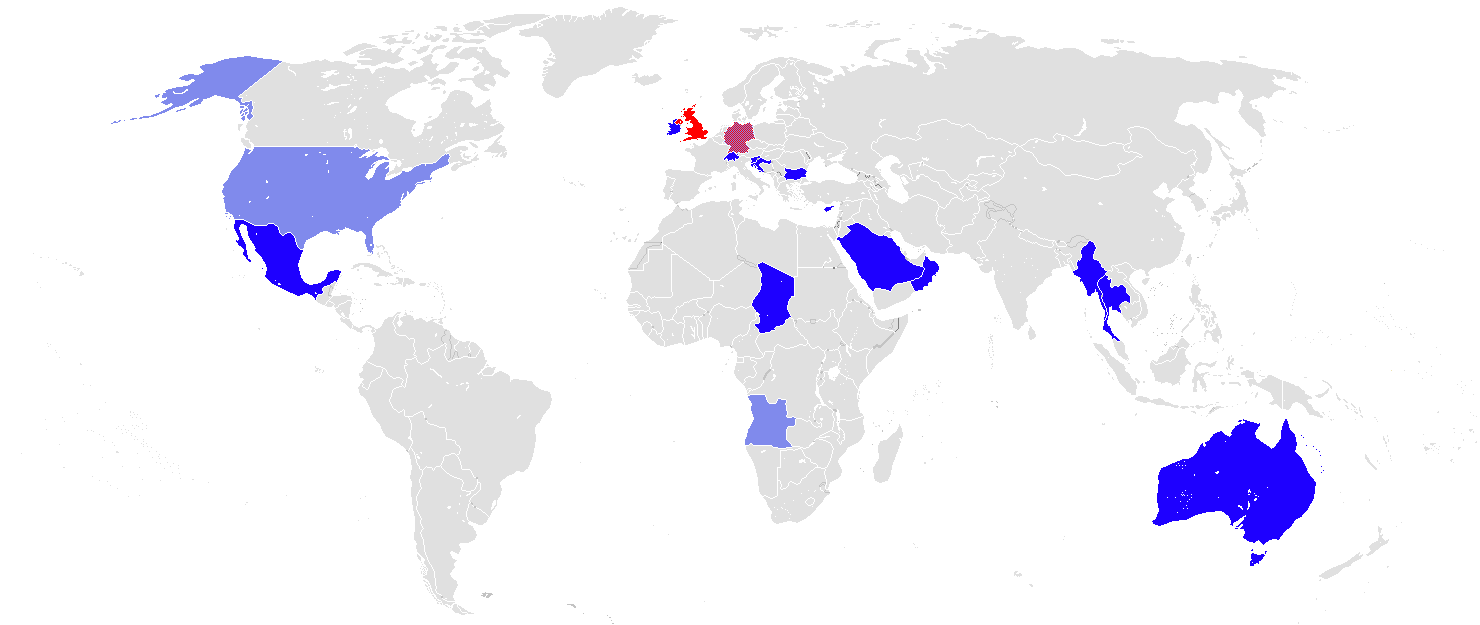
Países operadores del avión Pilatus PC-9

### Operadores militares
Angola

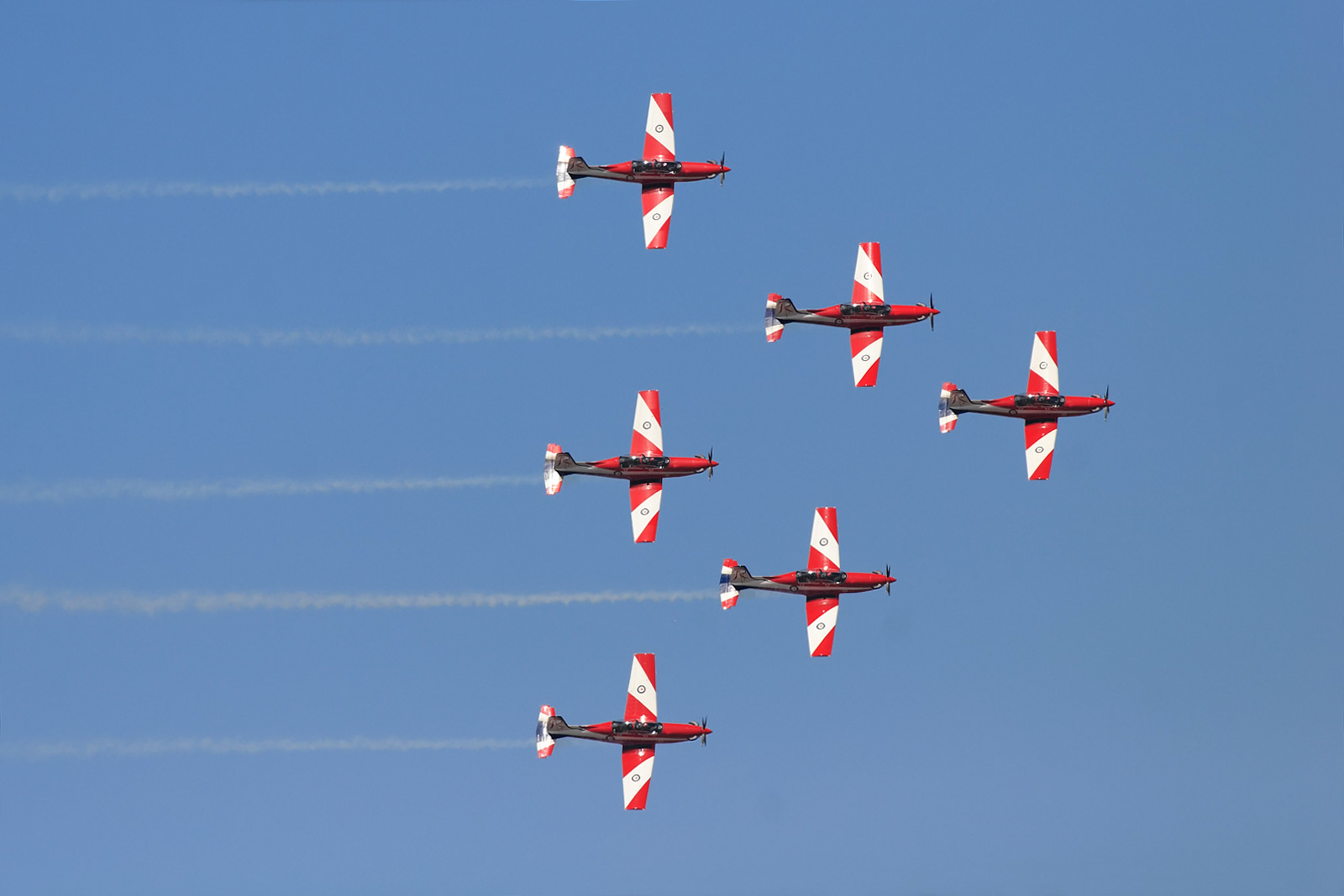
Aviones PC-9 del equipo acrobático Roulettes.

- Fuerza Popular Aérea y de Defensa Aérea de Angola: opera 4 aeronaves desde 1987.[1]

 Australia
- RAAF: Opera 65 (originalmente eran 67). Dos fueron enviados por Pilatus, 17 fueron ensamblados después de que Pilatus los enviara en kits y 48 fueron construidos en Australia por Hawker de Havilland. Estas aeronaves son usadas también en las exhibiciones aéreas por los Roulettes de la RAAF.[2]

 Bulgaria
- Fuerza Aérea Búlgara: opera 6 aeronaves entregadas en 2004.[3]

 Croacia
- Fuerza Aérea y Defensa Aérea Croata: opera 20 aeronaves. 17 PC-9M entregados en 1997. Usan los PC-9 para el entrenamiento avanzado de pilotos, también son usados por un grupo de acrobacias aéreas llamado: Alas de Tormenta (Wings of Storm).[4]

 Chad
- Fuerza Aérea de Chad: opera un PC-9 para el entrenamiento de pilotos y para ataque ligero.[5]

 Chipre
- Guardia Nacional de Chipre: opera 2 aeronaves entregadas en 1987. Uno resultó destruido en un accidente el 10 de setiembre de 2005.[6]

 Irak
- Fuerza Aérea Iraquí: 20 aeronaves entregadas en 1987. Todas fueron destruidas o retiradas.[7]

 Irlanda
- Cuerpo Aéreo Irlandés: Opera 8 PC-9M entregados en 2004. En 2005, las aeronaves fueron equipadas con dos cohetes y dos ametralladoras.[8]

 México
- Fuerza Aérea Mexicana: Opera 1 PC-9M, del cual 2 fueron entregados en septiembre del 2006. Se evaluó este avión junto al T-6C+ para reemplazar la flota actual de los Pilatus PC-7. El PC-9 no superó los requerimientos que expuso la FAM al T-6C+ Texan II. El último Pilatus PC-9 en servicio de la FAM fue entregado al Cuerpo Aéreo Irlandés.[9]

 Birmania
- Fuerza Aérea Birmana: opera 10 aeronaves entregadas en abril de 1986, de las cuales 7 siguen activas.[10]

 Omán
- Real Fuerza Aérea de Omán: opera 12 aeronaves entregadas desde 1999 hasta marzo de 2000.[11]

 Arabia Saudita
- Real Fuerza Aérea Saudí: opera 50 aeronaves entregadas en diciembre de 1986.[12]

 Eslovenia
- Fuerza Aérea de Eslovenia: opera  la versión PC-9M Hudournik. Tres fueron entregadas en 1995 (una se perdió en un accidente en 2004) y nueve fueron entregados en noviembre de 1998 , estos ejemplares fueron mejorados en Israel.[13]

 Suiza
- Fuerza Aérea Suiza: opera 14 aeronaves entregadas en 1987. Dos fueron a Pilatus Aircraft para una evaluación. Otra quedó fuera de servicio en un accidente.[14]

 Tailandia
- Real Fuerza Aérea Tailandesa: opera 36 aeronaves entregadas en 1991, actualmente sólo 22 están en servicio.[15]

 Estados Unidos
- Armada de los Estados Unidos: opera 47 PC-9 fabricados bajo una licencia por Beachcraft.[16]
- Fuerza Aérea de los Estados Unidos: operaba 340 aeronaves para el entrenamiento. Fueron sustituidas por el Cessna A-37 Dragonfly en 2008.[17]

### Operadores civiles
Alemania
- Condor Airlines: opera 10 aeronaves.

 Reino Unido
- BAE Systems: opera 2 aeronaves entregadas por la Real Fuerza Aérea Saudí.

## Accidentes e incidentes
- Tres PC-9 de la RAAF se estrellaron en servicio. El primero, en 1991, se atribuyó a la desorientación de la tripulación durante condiciones meteorológicas de vuelo instrumental y dio lugar a dos víctimas mortales. El segundo ocurrió en 1992, cuando la tripulación apagó accidentalmente el motor aproximándose a Albany, Australia. Los dos tripulantes lograron eyectarse a salvo. El tercero se produjo en 2005 en East Sale, Victoria, resultante de una colisión en el aire entre dos Roulette, con el único miembro de la tripulación de una aeronave eyectándose con seguridad y el segundo avión aterrizó con éxito.[18]

- Un PC-9 Pilatus perteneciente a la Guardia Nacional de Chipre se estrelló el 10 de septiembre de 2005 cerca de la aldea de Kolossi en Chipre. En el accidente murieron dos oficiales superiores de la Guardia Nacional, teniente de vuelo Feraios Koulloumos y copiloto Fotis Constantinou. Hasta el momento las causas del accidente se desconocen, con el PC-9 que volaba a unos 80 kilómetros fuera de curso de manera irregular, rozó el campanario de una iglesia local.

- Un PC-9 perteneciente a la Fuerza Aérea Mexicana fue perdido al estrellarse cerca de la Base Aérea de Terán, Chiapas. La causa fue un ave que impactó en el parabrisas de la aeronave ocasionando que los pilotos quedasen sin visión; un piloto pudo eyectarse afortunadamente y quedó con vida, el otro, aunque logró eyectárse también, murió al estrellarse en la pista de aterrizaje de la Base Aérea.

## Especificaciones (PC-9M)
Referencia datos: PC-9/Pilatus Aircraft

### Características generales
- Tripulación: uno o dos pilotos
- Capacidad: dos asientos
- Longitud: 10,1 m (33,3 ft)
- Envergadura: 10,2 m (33,4 ft)
- Altura: 3,3 m (10,7 ft)
- Superficie alar: 16,3 m² (175,3 ft²)
- Peso vacío: 1725 kg (3801,9 lb)
- Peso útil: 1040 kg (2292,2 lb)
- Peso máximo al despegue: 2350 kg (5179,4 lb)
- Planta motriz: 1× turbohélice Pratt & Whitney Canada PT6A-62.
  - Potencia: 699 kW (937 HP; 950 CV)

### Rendimiento
- Velocidad máxima operativa (Vno): 576 km/h (358 MPH; 311 kt)
- Velocidad crucero (Vc): 502 km/h (312 MPH; 271 kt)
- Velocidad de entrada en pérdida (Vs): 124 km/h (77 MPH; 67 kt) con flaps y tren de aterrizaje abajo, 141 km/h en configuración limpia.
- Alcance: 1642 km (887 nmi; 1020 mi)
- Techo de vuelo: 11 582 m (38 000 ft)
- Régimen de ascenso: 20,8 m/s (4094 ft/min)
- Carga alar: 138 kg/m² (28,3 lb/ft²)
- Potencia/peso: 0,31 kW/kg 0,19 hp/lb

### Armamento
- Armas de proyectiles: Algunas variantes pueden llevar hasta 1040 kg de cohetes no guiados, bombas y ametralladoras.

### Desarrollos relacionados
- Pilatus PC-7
- Pilatus PC-21
- Beechcraft T-6 Texan II

### Aeronaves similares
- PZL-130 Orlik
- EMB 312 Tucano
- TAI Hürkuş
- KAI KT-1
- T-90 Calima